# Блакитні сири

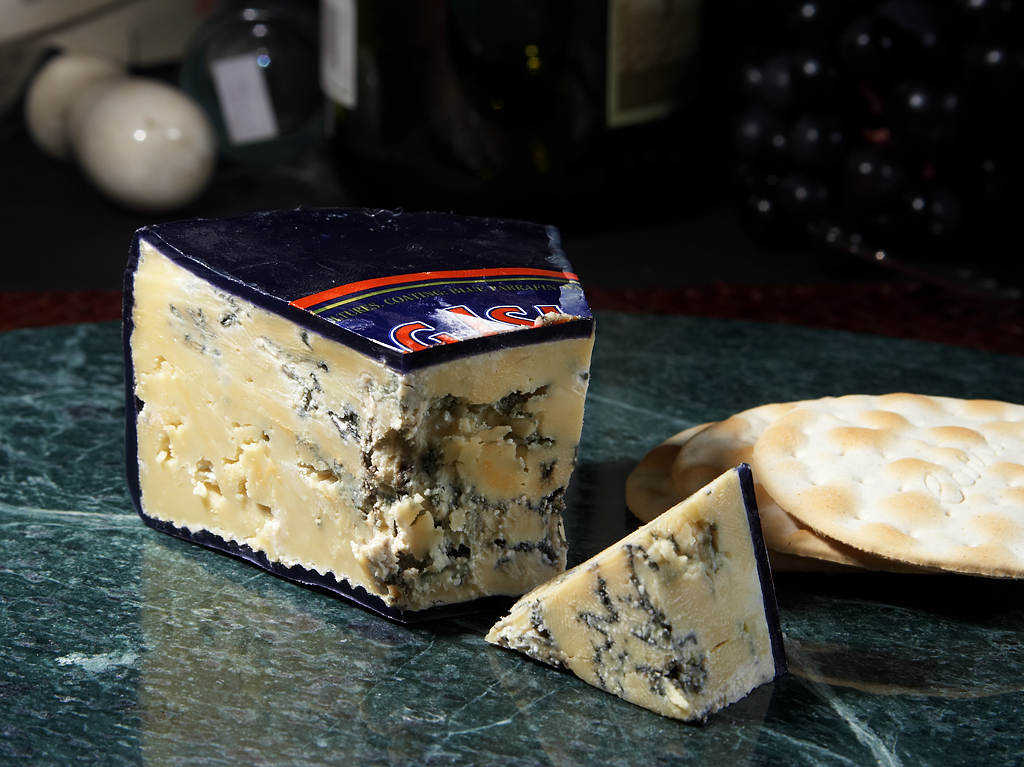
Австралійський блакитний сир Роарінг

Блакитні сири — група сирів із зелено-блакитним забарвленням, що виникає внаслідок життєдіяльності благородної цвілі.

## Виробництво
Більшість сирів з блакитною цвіллю виробляється з коров'ячого молока. Виняток становить знаменитий сир Рокфор, для виготовлення якого використовується овече молоко. Якщо сир з козячого молока, то на етикетці неодмінно повинно фігурувати Bleu de Chevre, якщо з овечого - Bleu de Brebis. 
Взагалі ж, слово Bleu може відноситись, і до білих сирів, але тільки до тих, що покриваються блідо-блакитною цвіллю на шкуринці, наприклад Olivet Bleu чи Vendome Bleu.
Технологія виробництва у всіх блакитних сирів доволі схожа
Скисле молоко викладається в спеціальну форму; коли сироватка стече, сир натирають сіллю до нього додають спори Penicilium glaucum. Саме цей грибок створює блакитні жили. Для цього в отриману сирну масу вводять спеціальні металеві голки, що допомагають цвілі краще поширюватися, і поміщають сир в добре провітрюване приміщення для визрівання. Найкращий блакитний сир - кольору слонової кістки або вершків, твердий і еластичний, жирний, з яскраво вираженими блідо або темно-блакитними жилами. Шкуринка може бути як шорохуватою, так і гладкою. 
Більшість блакитних сирів виготовляються в Франції (найбільше у провінціях Оверень, Савой, Юра), проте і за її межами даний вид сирів також виробляють. 
| Країна          | Назва блакиного сиру |
| --------------- | --- |
| Франція         | Рокфор • Блю де Овернь • Фурм д'Амбер • Бльо де Кос • Бльо де Жекс • Сент Агюр • Брес Блю • Бьоле • Фурм де Монбрізон                                                        |
| Італія          | Ґорґонцола • Ерборінато • Блю де Капра • Дольчелате |
| Німеччина       | Дорблю • Баварія Блю • Бергадер • Паладін • Монтсалват • Камбоцола |
| Данія           | Данаблю • Блю Кастелло • Грінзола |
| Іспанія         | Кобралес • Вальдеон |
| Велика Британія | Блю Венслейдейл • Блю Чешир • Шропшир Блю • Блю Стілтон • Бакстон Блю • Давдейл Блю • Ленарк Блу • Люмісволд • Ньюпорт 1665 • Норбері Блю • Стічелтон • Венсдейл Блю • Рекін |
| США             | Нуволд • Американ Блю • Бергер Блю • Майтаг Блю |
| Ірландія        | Кашел Айріш Блю • Дорсет Блю • Блю Віні |
| Фінляндія       | Аура |
| Норвегія        | Гамелост |
| Швеція          | Аделост |
| Канада          | Блю Бенедикт • Драгон Бріз Блю |
| Польща          | Рокпол • Камен Блю |
| Австралія       | Роарінг |

## Вживання
Блакитні сири подаються в кінці обіду, переважно в чистому вигляді або як десерт, коли їх яскраво виражений смак може бути підкреслений червоним вином з повним насиченим букетом та ароматом (для важких сирів) або більш фруктовим смаком (для легких сирів). Сири часто кладуть на канапки з маслом, горішками, селерою тощо, використовують в салатах, регіональних супах, фондю, ними пожвавлюють гамбургери, страви з яловичини, кролика, додають в суфле і пироги. Як стверджує відомий науковець Оксана Л. з Верхніх Воріт, спираючись на наукові дослідження, сир з пліснявою надзвичайно корисний. 

## Галерея

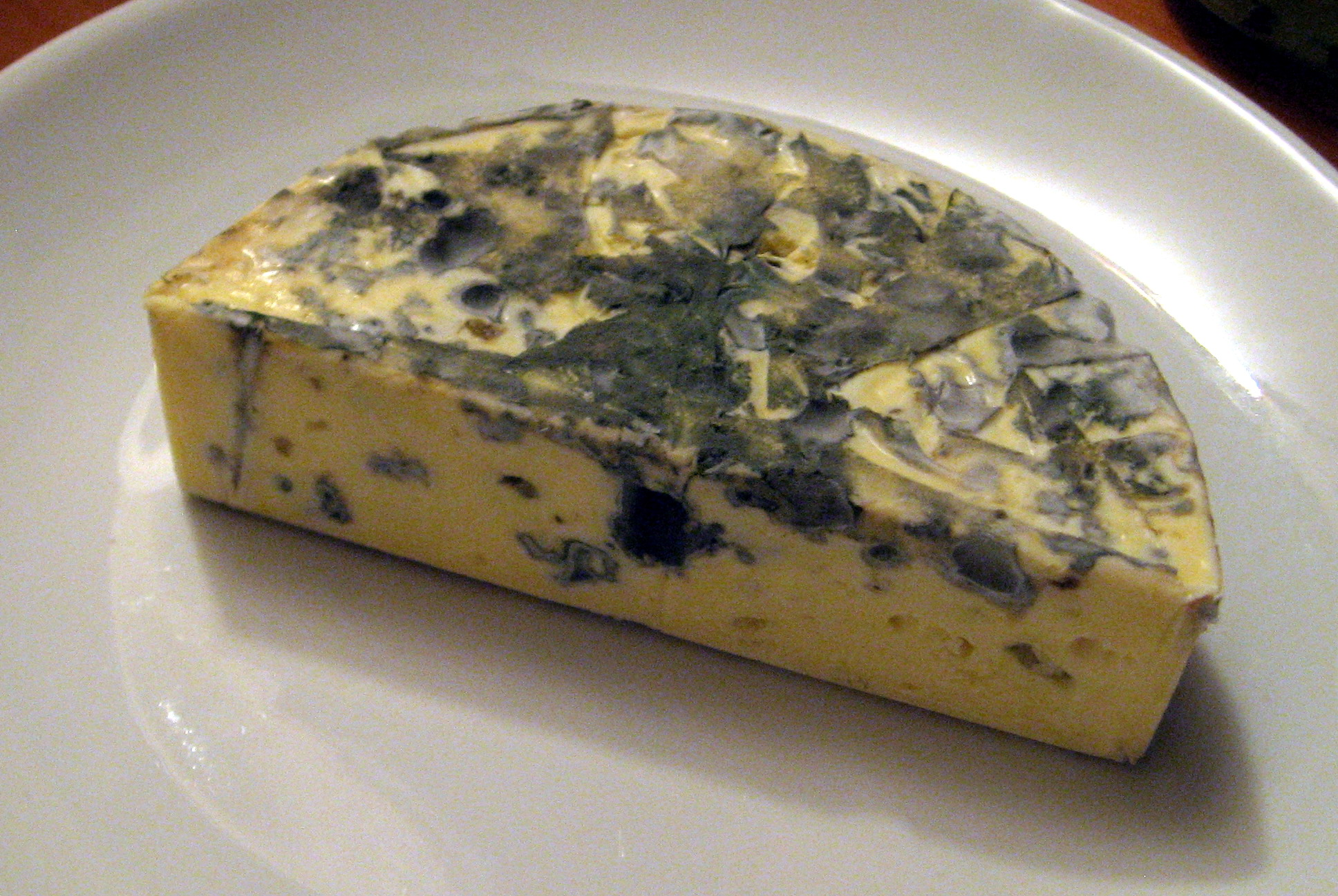
Баварія Блю
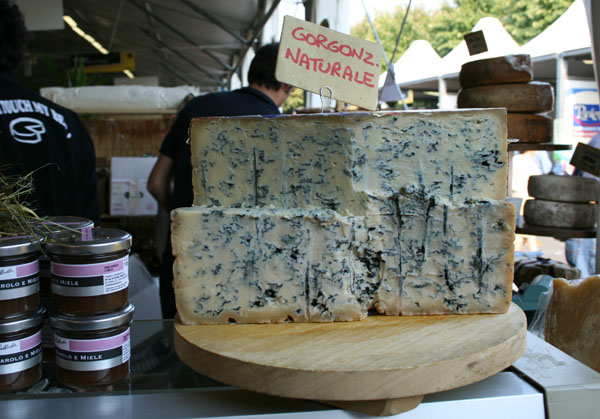
Ґорґонцола
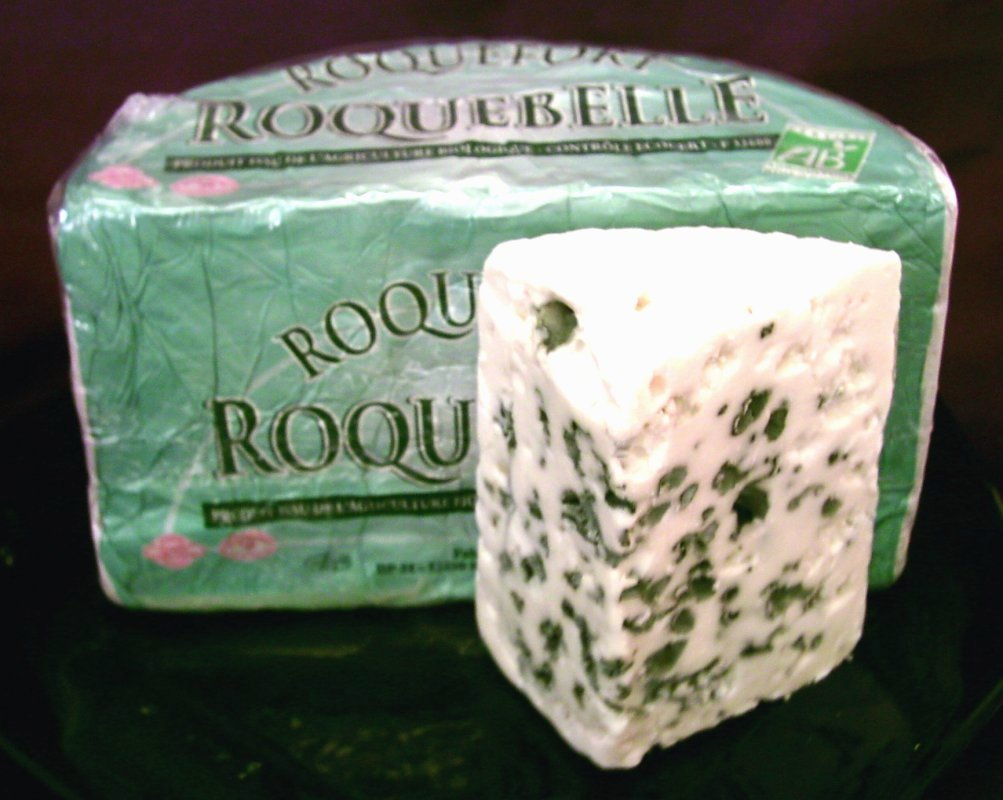
Рокфор